# Station Sątopy-Samulewo
Station Sątopy-Samulewo is een spoorwegstation in de Poolse plaats Sątopy-Samulewo.

## Geschiedenis
In december 1871 kreeg Santoppen een station (Bischdorf (Ostpr.)) aan de zuidtak van de Ostbahn van Berlijn naar Insterburg in Oost-Pruisen. Een tweede spoorlijn van Rastenburg (Kętrzyn) via Rößel (Reszel), Santoppen-Bischdorf en Bischofstein naar Heilsberg (Lidzbark Warmiński ) werd in 1908 geopend. Deze lijn is in 1945 opgebroken door het Sovjetleger. Na de oorlog werd de spoorlijn opnieuw aangelegd tussen de stations Sątopy-Samulewo en Reszel. In de jaren tachtig verloor deze lijn haar betekenis en in augustus 2006 werd ze weer opgebroken.